# Hanshin série 5700
La série Hanshin 5700 (阪神5700系, Hanshin 5700-kei) est un type de rame automotrice électrique de banlieue exploité par l'opérateur ferroviaire privé Hanshin Electric Railway au Japon depuis août 2015.

## Design
Les trains comportent des boutons aux portes actionnés par les passagers, inhabituel dans la région du Kansai pour une compagnie privée hormis JR West.

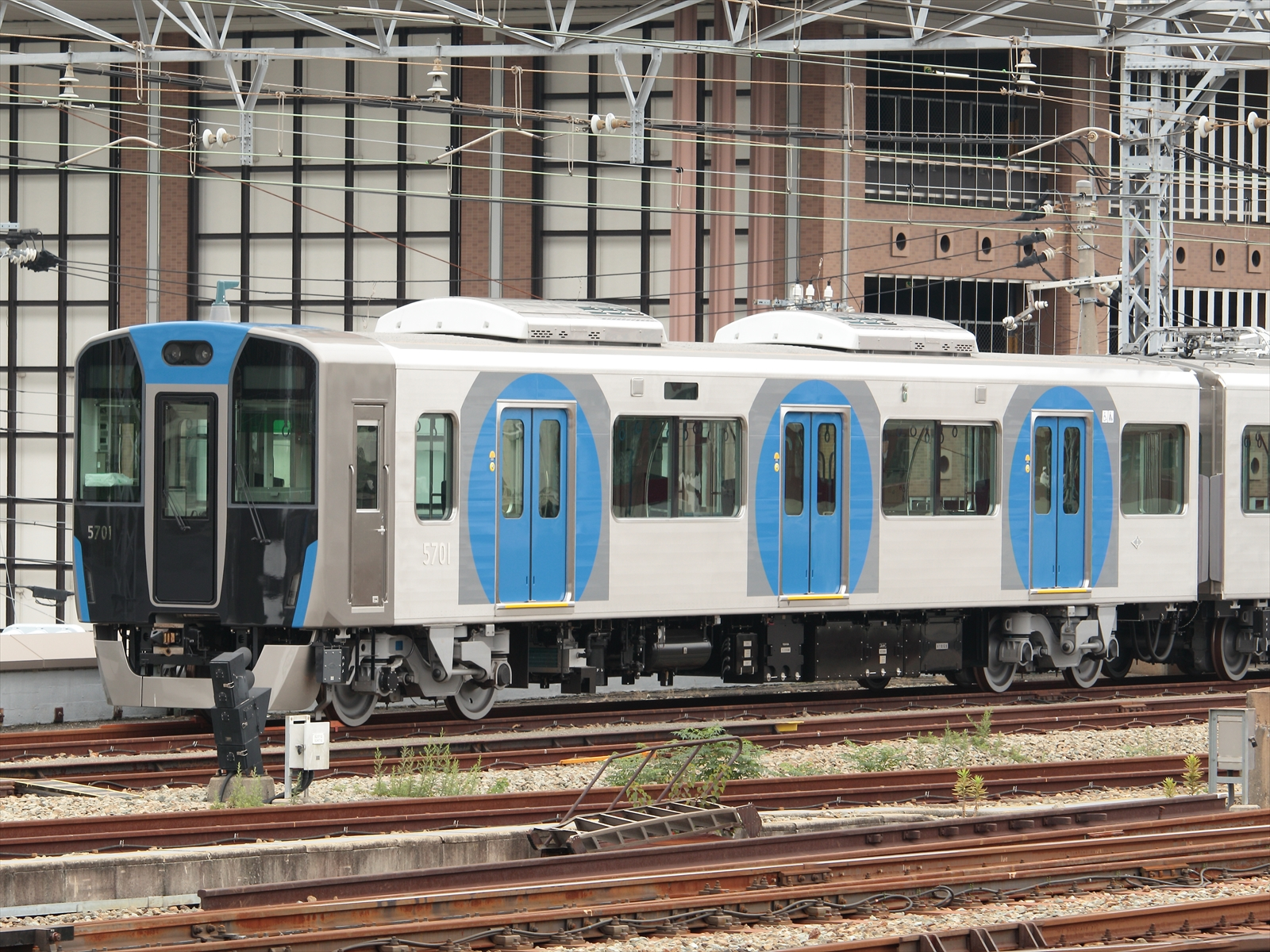
Le train 5701 en juillet 2015

Comme indiqué ci-dessous, les trains sont formés de quatre voitures. Toutes les voitures sont motorisées.
| N ° de voiture             | 1             | 2             | 3           | 4           |
| -------------------------- | ------------- | ------------- | ----------- | ----------- |
| Désignation                | Mc1           | M1            | M2          | Mc2         |
| Numérotation               | 570x (impair) | 580x (impair) | 580x (pair) | 570x (pair) |
| Poids (t)                  | 34,0          | 37,0          | 37,0        | 34,0        |
| Capacité (totale / assise) | 124/41        | 133/46        | 133/45      | 124/41      |

La voiture M1 possède deux pantographes à un bras et la voiture M2 en a seulement un.

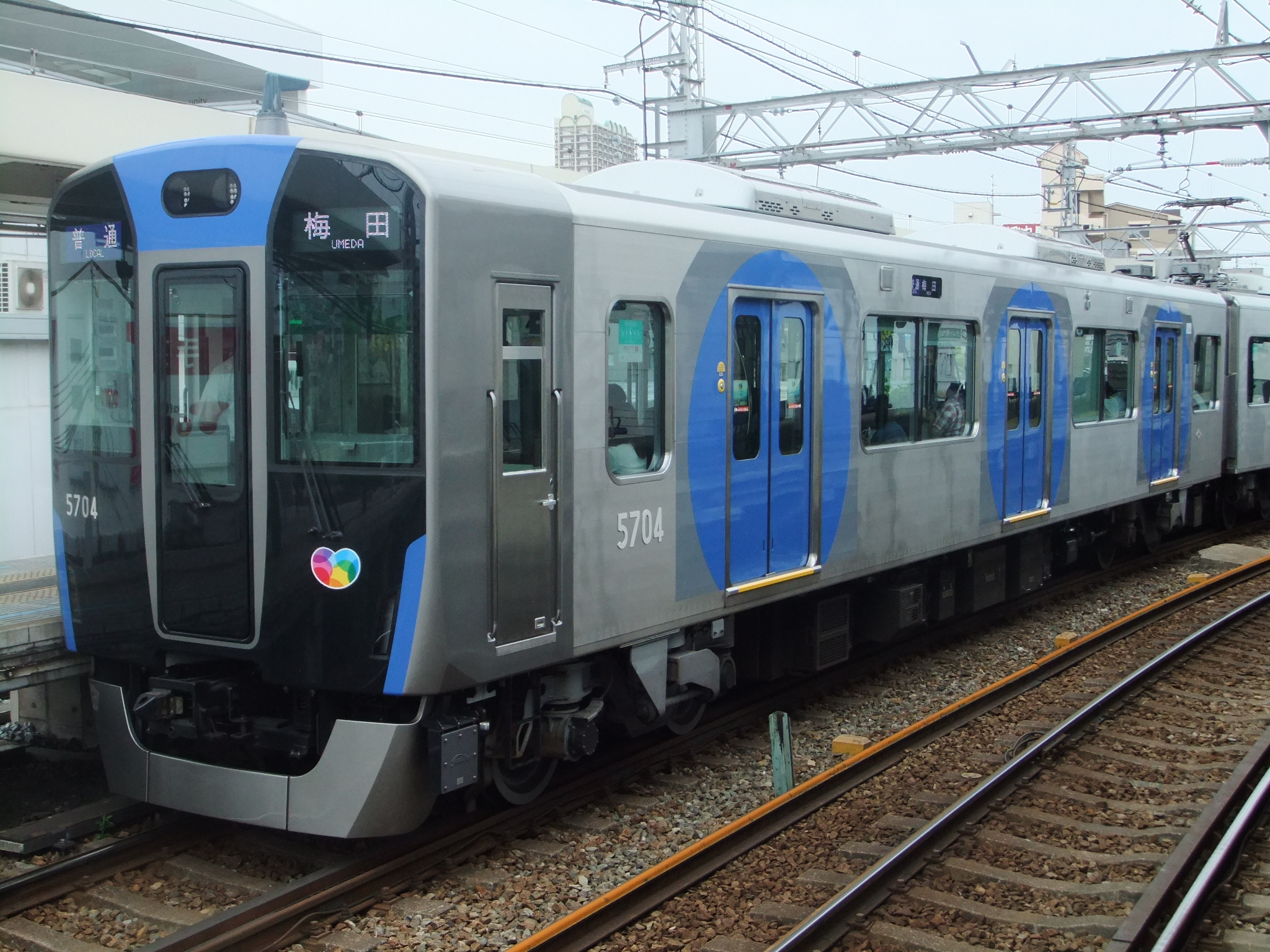
Voiture Mc2 5704 de la rame 5703 en mai 2017
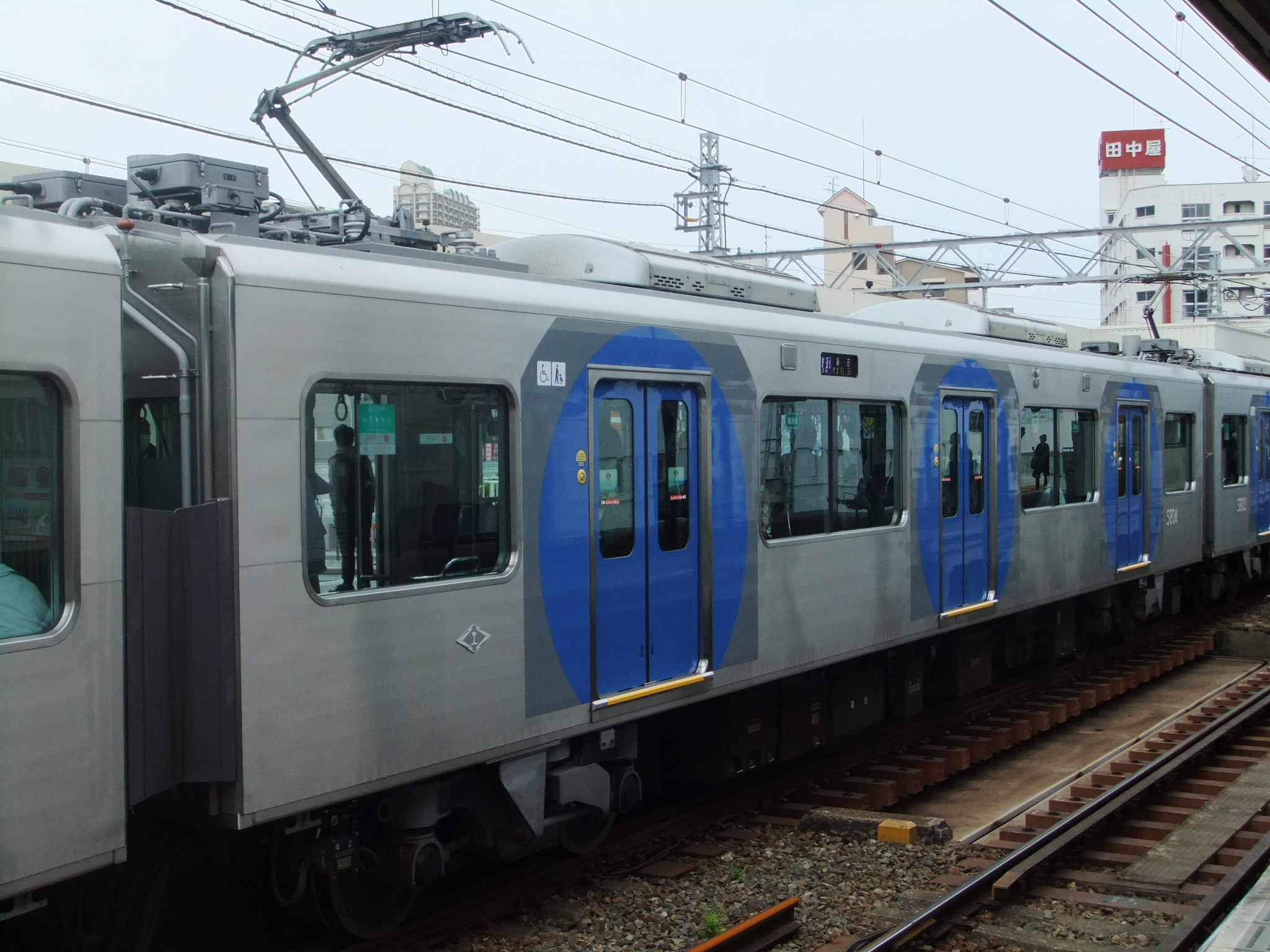
Voiture M2 5804 de la rame 5703 en mai 2017
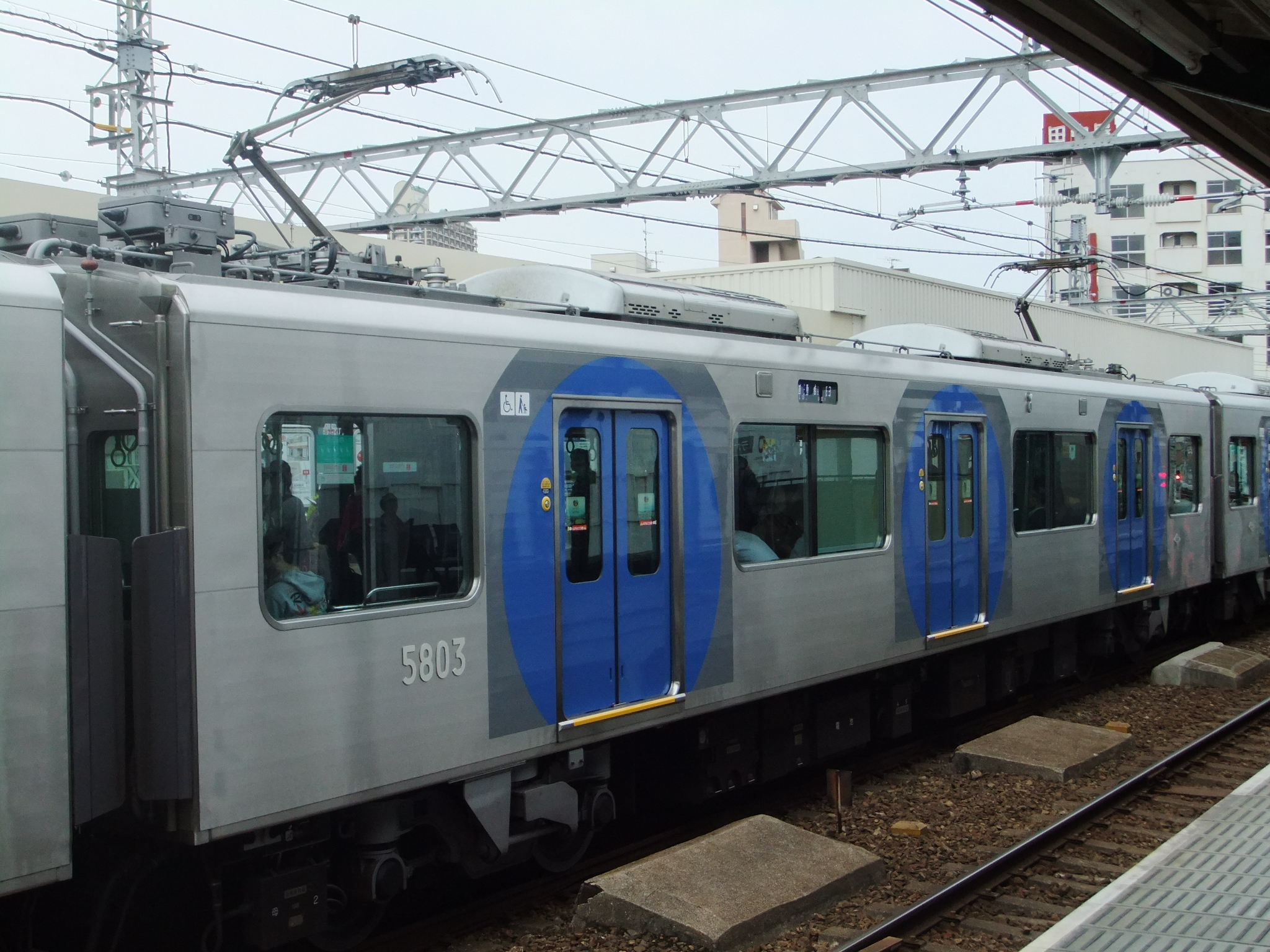
Voiture M1 5803 de la rame 5703 en mai 2017
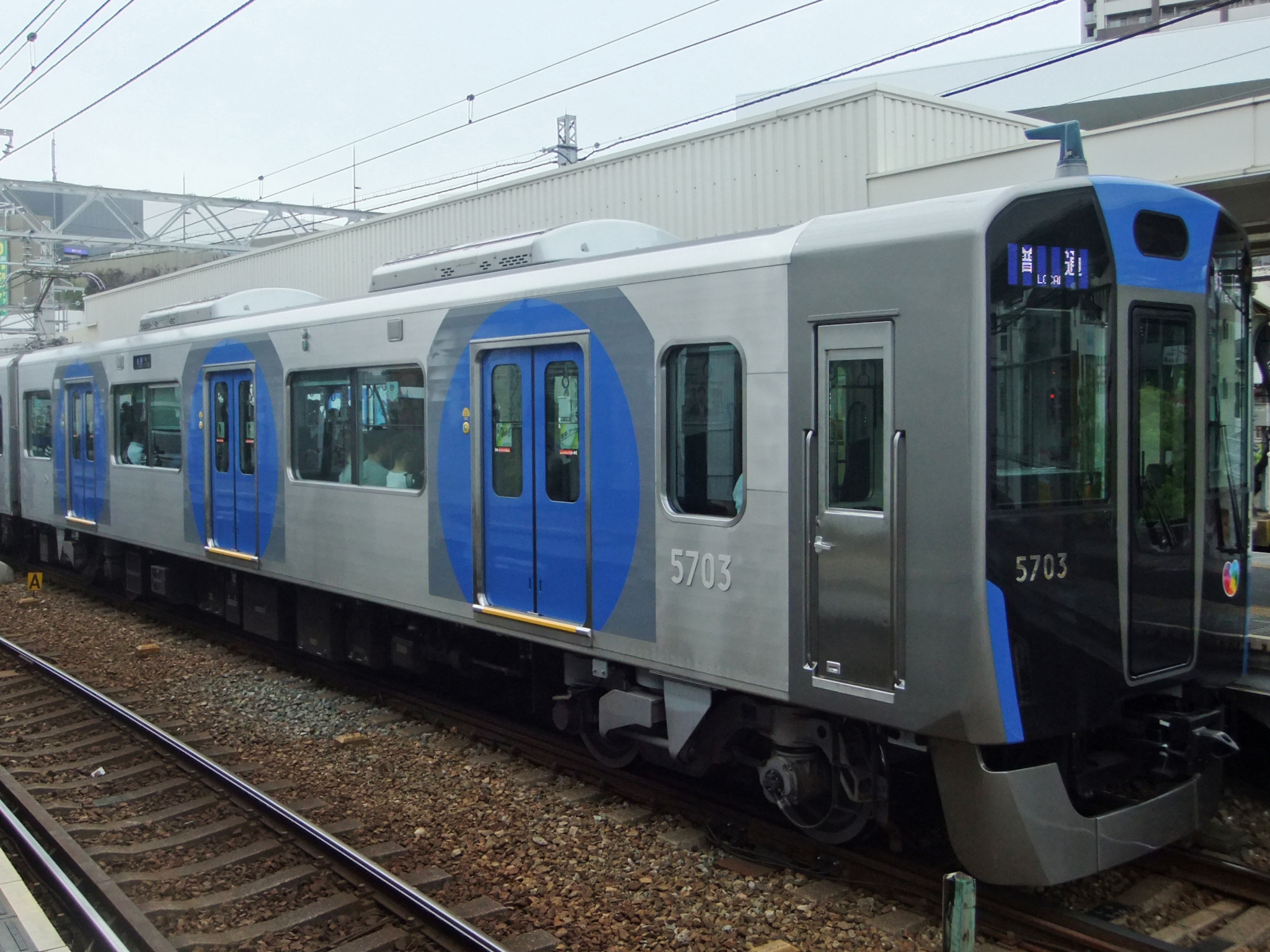
Voiture Mc1 5703 de la rame 5703 en mai 2017

## Intérieur
L'équipement pour les passagers se compose d’une banquette longitudinale et de housses de siège en moquette bleue. L'éclairage à LED est utilisé à l’intérieur et des écrans d’affichage à cristaux liquides mi-hauteur de 32 pouces sont installés au-dessus de trois portes par voiture, les informations étant indiquées en quatre langues : japonais, anglais, chinois et coréen. 

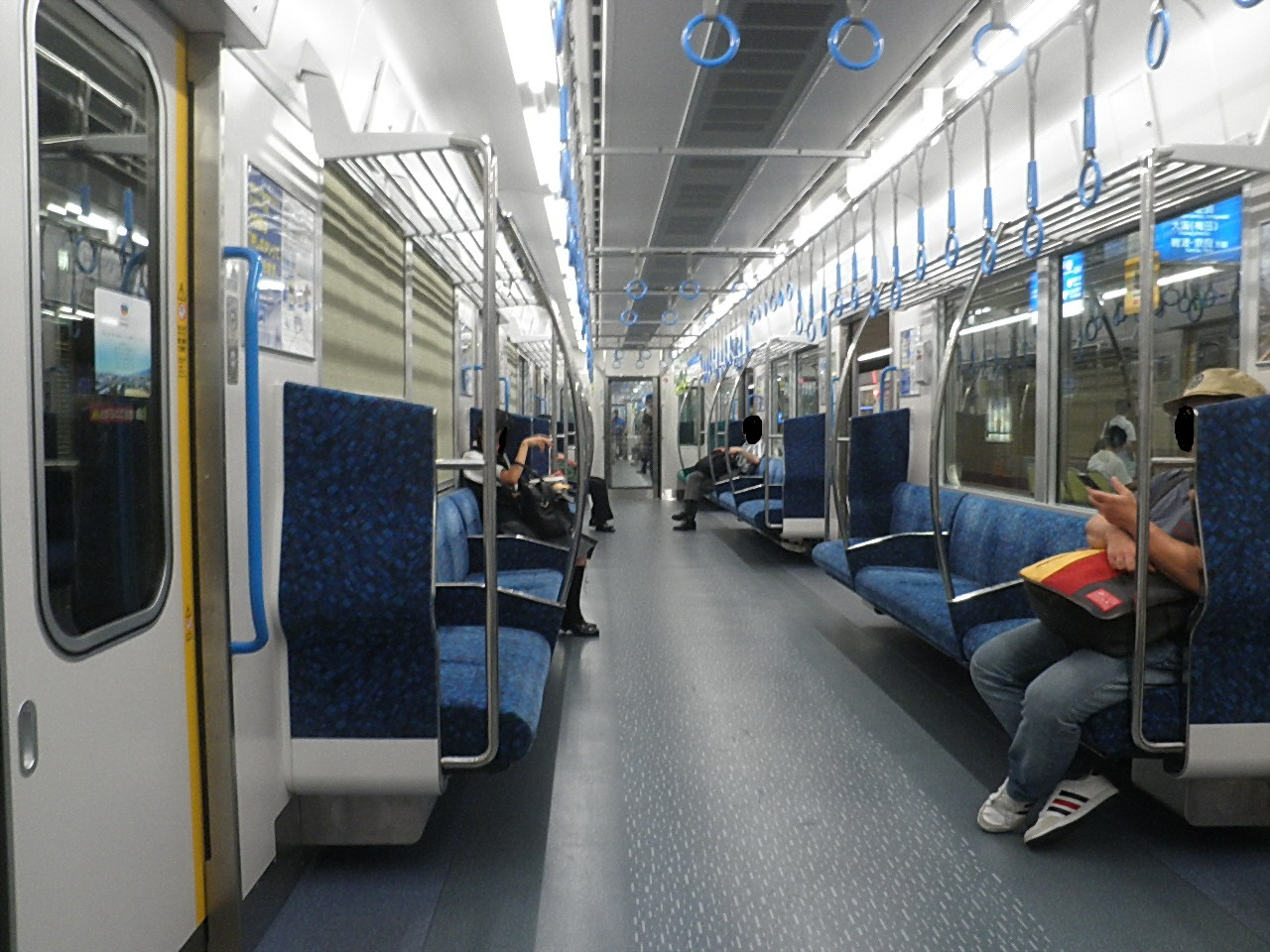
Une vue de l'intérieur en septembre 2015
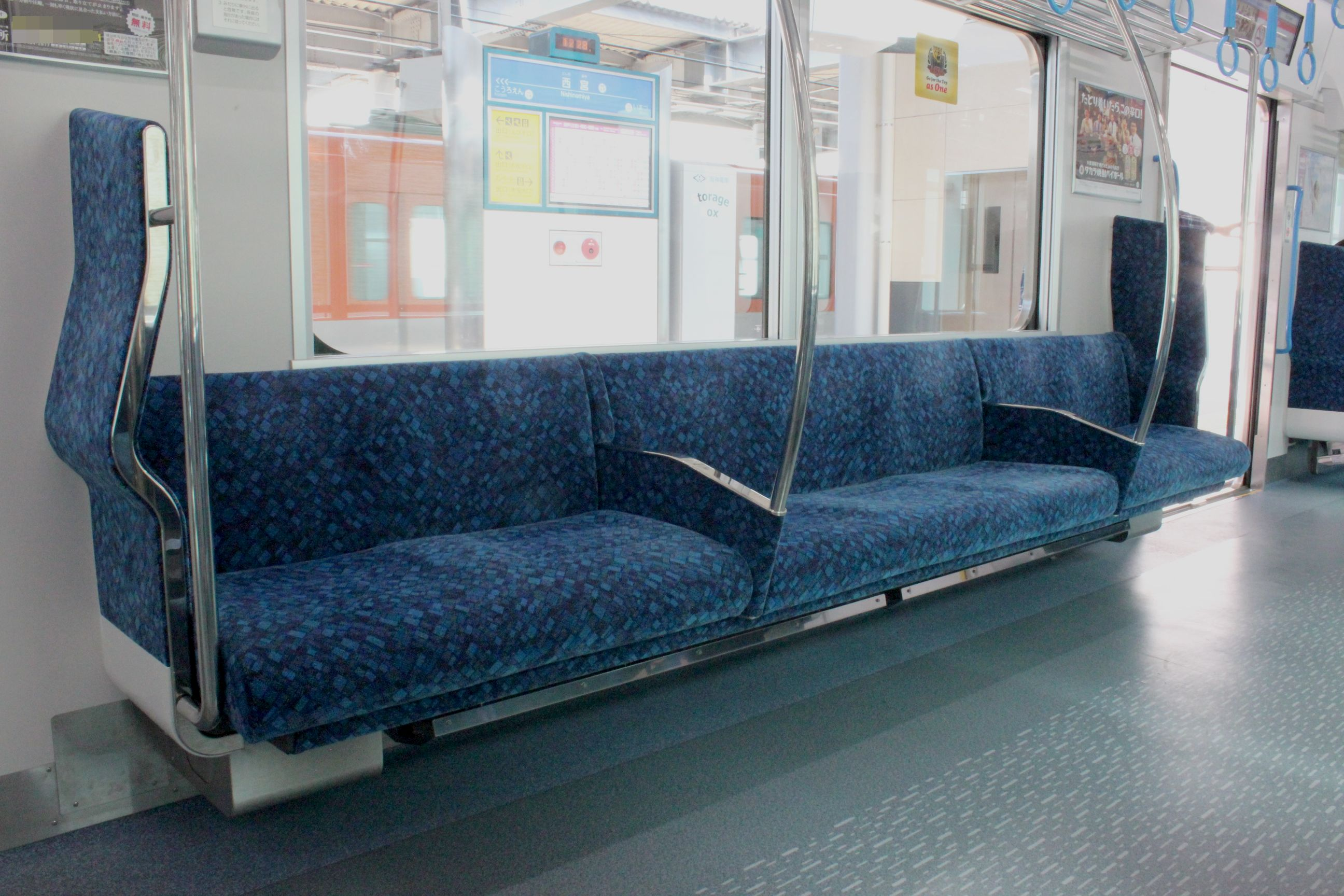
Banquette (octobre 2015)

## Histoire
Les détails des nouveaux trains ont été officiellement annoncés en mars 2015. La première rame livrée, 5701, est entrée en service commercial à partir du 24 août 2015.
En mai 2016, la série 5700 a reçu le Blue Ribbon Award 2016, décerné chaque année par le Japan Railfan Club. Une cérémonie de présentation a lieu à la gare de Kōshien le 2 octobre 2016.
La deuxième rame a été livrée par Kinki Sharyo en mars 2017 .

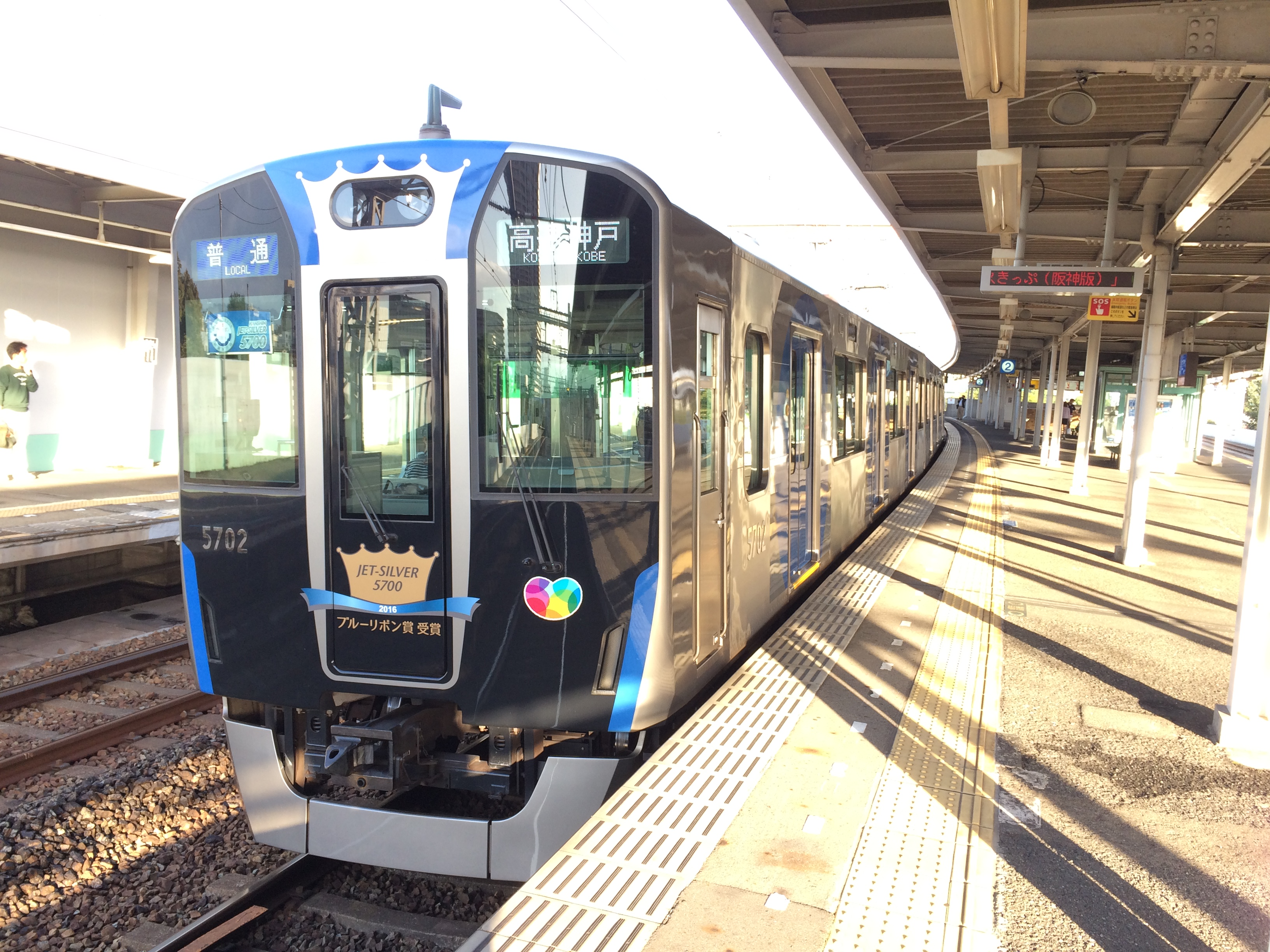
Train 5701 en octobre 2016 avec des vinyles spéciaux marquant le Blue Ribbon Award 2016
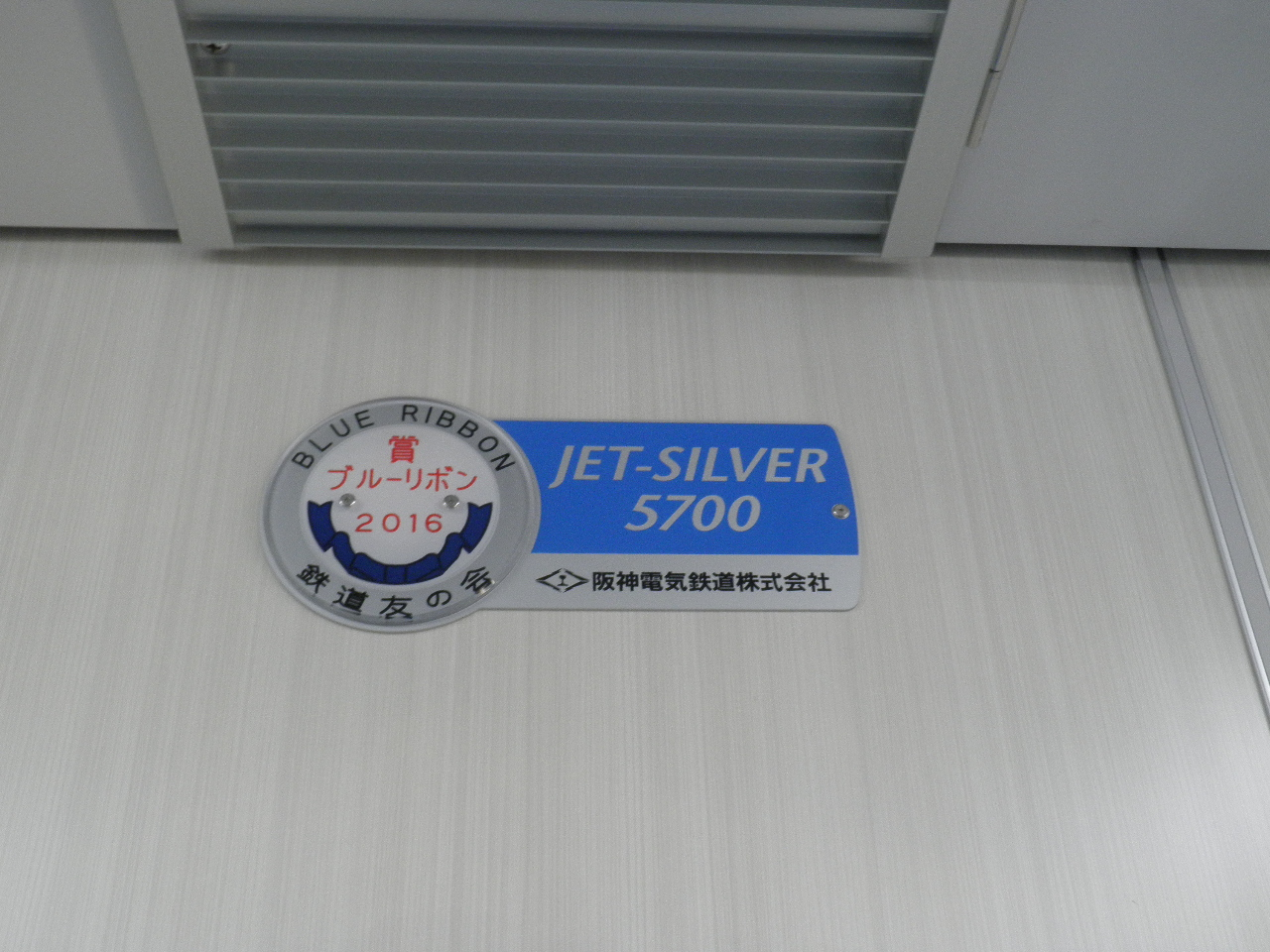
Une plaque à l'intérieur du train 5701 marquant la réception du Blue Ribbon Award 2016

### Détails
Les historiques de construction individuels des trains sont les suivants (situation au 1er avril 2019).
| Train n° | Fabricant    | Date de livraison |
| -------- | ------------ | ----------------- |
| 5701     | Kinki Sharyo | 25 juin 2015      |
| 5703     | Kinki Sharyo | 21 mars 2017      |
| 5705     | Kinki Sharyo | 15 juin 2017      |
| 5707     | Kinki Sharyo | 11 juillet 2017   |
| 5709     | Kinki Sharyo | 22 mars 2019      |